# Andrzej Niesporek
Andrzej Niesporek (ur. 1957) – polski socjolog, doktor habilitowany, znawca zagadnień pracy socjalnej, profesor Uniwersytetu Śląskiego.
Jest pracownikiem Wydziału Nauk Społecznych Instytutu Socjologii Uniwersytetu Śląskiego. Interesuje się przede wszystkim pracą socjalną, organizowaniem społeczności lokalnych, a także ogólną teorią socjologiczną. Pełni też funkcję kierownika praktyk naukowych w Kolegium Pracowników Służb Społecznych w Czeladzi. Jest autorem lub współautorem dwunastu książek i siedemdziesięciu artykułów naukowych.